# Helge Kragh

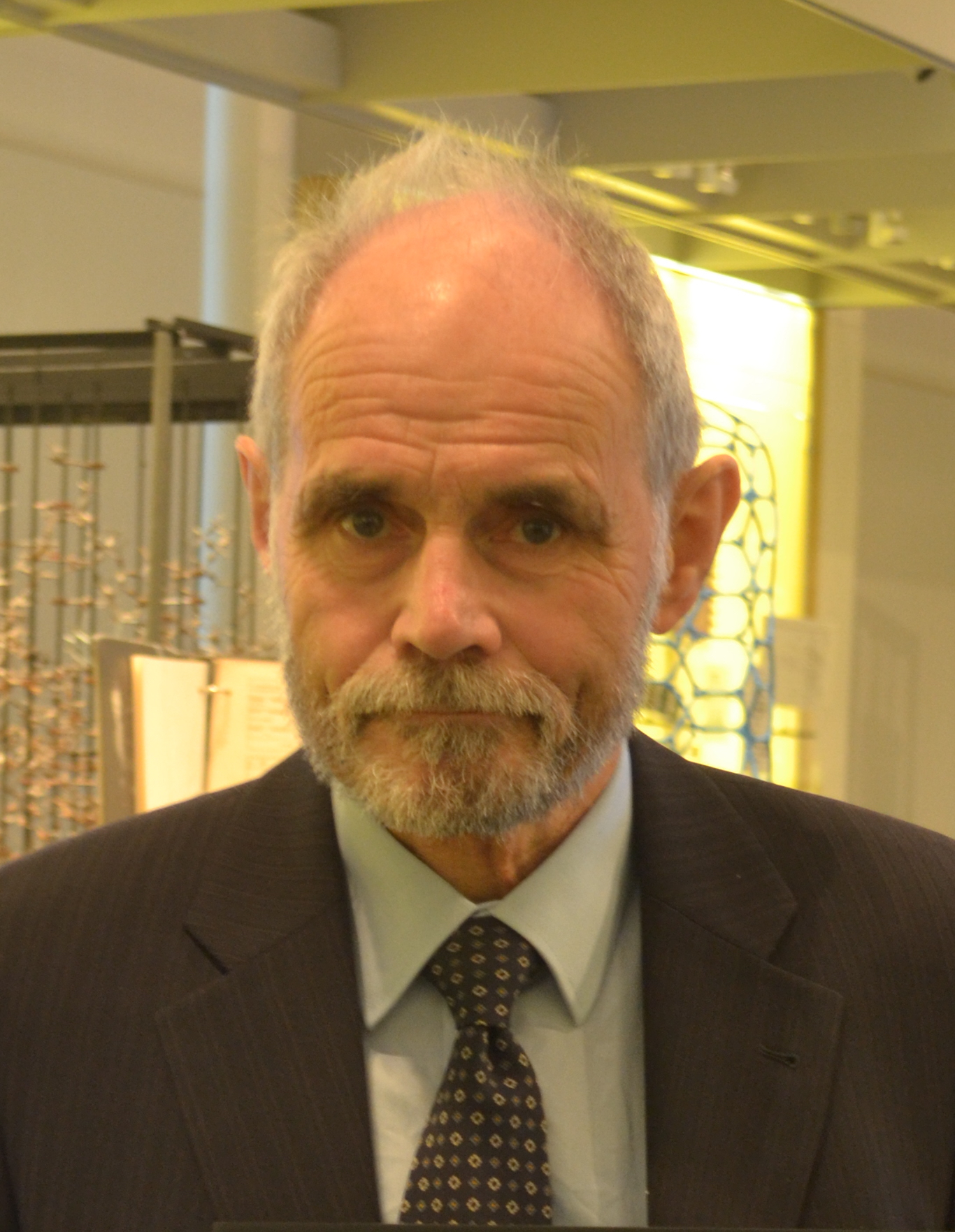
Helge Kragh, 2019

Helge Stjernholm Kragh (* 13. Februar 1944) ist ein dänischer Wissenschaftshistoriker.

## Leben und Werk
Kragh studierte Mathematik und Physik an der Universität Kopenhagen und promovierte 1981 an der Universität Roskilde. Er war Professor an der Universität Aarhus, am Centre for Science Studies (dänisch: Center for Videnskabsstudier). Seit 2015 hat er eine Professur an der Universität Kopenhagen inne.
Bekannt wurde er unter anderem durch eine Biographie von Paul Dirac. Er befasst sich insbesondere mit Physikgeschichte ab etwa Mitte des 19. Jahrhunderts, Geschichte der Astronomie, Geschichte der Kosmologie (einschließlich Beziehungen zur Religion) und Geschichte der Chemie.
Für 2019 wurde Kragh der Abraham-Pais-Preis der American Physical Society zugesprochen.

## Schriften

### Als Autor
- An introduction to the historiography of Science. Cambridge University Press, 1987, ISBN 0-521-33360-1.
- Dirac. A scientific biography. Cambridge University Press, 1990, ISBN 0-521-01756-4.
- Cosmology and Controversy. The historical development of two theories of the universe. Princeton University Press, 1996, ISBN 0-691-02623-8.
- Quantum Generations. A history of physics in the 20. Century. Princeton University Press, 1999, ISBN 0-691-01206-7.
- Matter and Spirit in the Universe. Scientific and religious preludes to modern cosmology. Imperial College Press, London 2004, ISBN 1-86094-469-8.
- Conceptions of Cosmos. From myth to the accelerating universe. Oxford University Press, 2007, ISBN 978-0-19-920916-3.
- The Moon that wasn’t. The saga of Venus’ spurious satellite. Birkhäuser, Basel 2008, ISBN 978-3-7643-8908-6.
- Entropic Creation. Religious contexts of thermodynamics and cosmology. Ashgate, London 2008, ISBN 978-0-7546-6414-7.
- Masters of the Universe. Conversations with cosmologists of the past. Oxford University Press, 2015, ISBN 978-0-19-872289-2.
- Helge Kragh, James M. Overduin: The weight of the vacuum – a scientific history of dark energy. Springer, Heidelberg 2014, ISBN 978-3-642-55089-8.

### Als Herausgeber
- mit David Knight: The Making of the Chemist. The Social History of Chemistry in Europe, 1789–1914. Cambridge University Press, 1998, ISBN 0-521-58351-9.
- mit Peter C. Kjargaard, Henry Nielsen und Kristian Hvidtfelt Nielsen: Science in Denmark. A thousand-year history. Aarhus University Press, 2009, ISBN 978-87-7934-317-7.